# Панкоустбург (Огайо)
Панкоустбург (англ. Pancoastburg) — переписна місцевість (CDP) в США, в окрузі Файєтт штату Огайо. Населення — 68 осіб (2020).

## Географія
Панкоустбург розташований за координатами 39°37′26″ пн. ш. 83°15′54″ зх. д. / 39.62389° пн. ш. 83.26500° зх. д. (39.623949, -83.265036).  За даними Бюро перепису населення США в 2010 році переписна місцевість мала площу 0,90 км², з яких 0,88 км² — суходіл та 0,01 км² — водойми.

## Демографія
Згідно з переписом 2010 року, у переписній місцевості мешкало 87 осіб у 42 домогосподарствах у складі 23 родин. Густота населення становила 97 осіб/км².  Було 53 помешкання (59/км²).
Расовий склад населення:
| - 98,9 % — білих - 1,1 % — азіатів |

До двох чи більше рас належало 0,0 %. Частка іспаномовних становила 0,0 % від усіх жителів.
За віковим діапазоном населення розподілялося таким чином: 11,5 % — особи молодші 18 років, 77,0 % — особи у віці 18—64 років, 11,5 % — особи у віці 65 років та старші. Медіана віку мешканця становила 44,8 року. На 100 осіб жіночої статі у переписній місцевості припадало 107,1 чоловіків;  на 100 жінок у віці від 18 років та старших — 87,8 чоловіків також старших 18 років.
Цивільне працевлаштоване населення становило 70 осіб. Основні галузі зайнятості: виробництво — 78,6 %, освіта, охорона здоров'я та соціальна допомога — 12,9 %, будівництво — 8,6 %.